# 서울대학교 체육관
서울대학교 체육관(서울大學校體育館)은 대한민국 서울특별시에 위치한 체육관이다.  탁구, 핸드볼, 농구, 배구, 역도, 배드민턴, 유도, 체조 등의 경기가 가능하며, 서울 올림픽 당시 탁구 경기장으로 사용되었다.

## 참고 자료
- 1988 Summer Olympics official report. 보관됨 2008-11-18 - 웨이백 머신 Volume 1. Part 1. p. 192.